# ماكس روكاتانسكي
ماكس روكاتانسكي هو شخصية خيالية بطل مخالف للعرف وبطل سلسلة أفلام ماد ماكس، الشخصية من ابنكار المخرج جورج ميلر وقام الممثل ميل غيبسون بتأدية الشخصية في أول 3 أفلام ثم قام توم هاردي بتأدية الشخصية في الفيلم الرابع الذي صدر عام 2015. صنفتها مجلة توتال فيلم في المركز 75 ضمن قائمتها لأفضل 100 شخصية في التاريخ.